# هانس كليمنس
هانس كليمنس (بالألمانية: Johannes Clemens) هو عميل مزدوج ألماني، ولد في 1902 في درسدن في ألمانيا، وتوفي في 1976 في باد كيسينغن في ألمانيا.